# Монастырь Эль-Мухаррак
Монастырь Эль-Мухаррак (Deir el-Muharraq, араб. الدير المحرق‎, ad-Deir al-Muḥarraq) — также известен как монастырь Мухаррак, монастырь Девы Марии (англ. Virgin Mary monastery, копт. ⲡⲓⲙⲟⲛⲁⲥⲧⲏⲣⲓⲟⲛ ⲛ̀ⲧⲉ ϯⲑⲉⲟⲧⲟⲕⲟⲥ ⲙⲁⲣⲓⲁ Ϧⲉⲛ ⲕⲟⲥⲕⲁⲙ), монастырь горы Коскам и др. Один из древнейших монастырей мира, расположенный в центре Египта. Принадлежит Коптской православной церкви.

## География
Монастырь расположен на р. Нил южнее Эль-Кусии в Асьютском регионе в Верхнем Египте.

## История
После рождения Иисуса Святое семейство по Слову Божию бежало в Египет, чтобы укрыться от руки царя Ирода. Коптской традиции известно множество чудес, которые совершил Иисус, будучи ребёнком в Египте, современникам об этих делах напоминают молчаливые свидетели — источники в пустынях, перенесенные глыбы камней, отпечаток ноги Иисуса-ребенка и др.
Согласно легенде, Святое семейство прибыло к подножию горы Коскам в Верхнем Египте, где сейчас и располагается монастырь Эль-Мухаррак. В этой местности Иосиф возвел небольшой дом из пальм и глины.
Эль-Мухаррак — это предпоследняя остановка Святого семейства перед возвращением в Израиль.

## Архитектура монастыря
Система башен в стиле римских фортов возведена в период 474—491 гг. Башни были призваны защищать монастырь от набегов варваров.
Монастырский дворец — возведён в 1910 г. во время Епископа Пахомия, настоятеля монастыря, который умер в 1928 г. План дворца составляет крест. У него четыре входа и два этажа, каждый этаж делится на 2 секции по 4 комнаты каждая. На первом этаже расположен большой конференц-зал и библиотека с манускриптами. Дворец использовался как гостевой дом для Патриарха, Епископов и важных гостей. Дворец окружает красивая местность и сады.

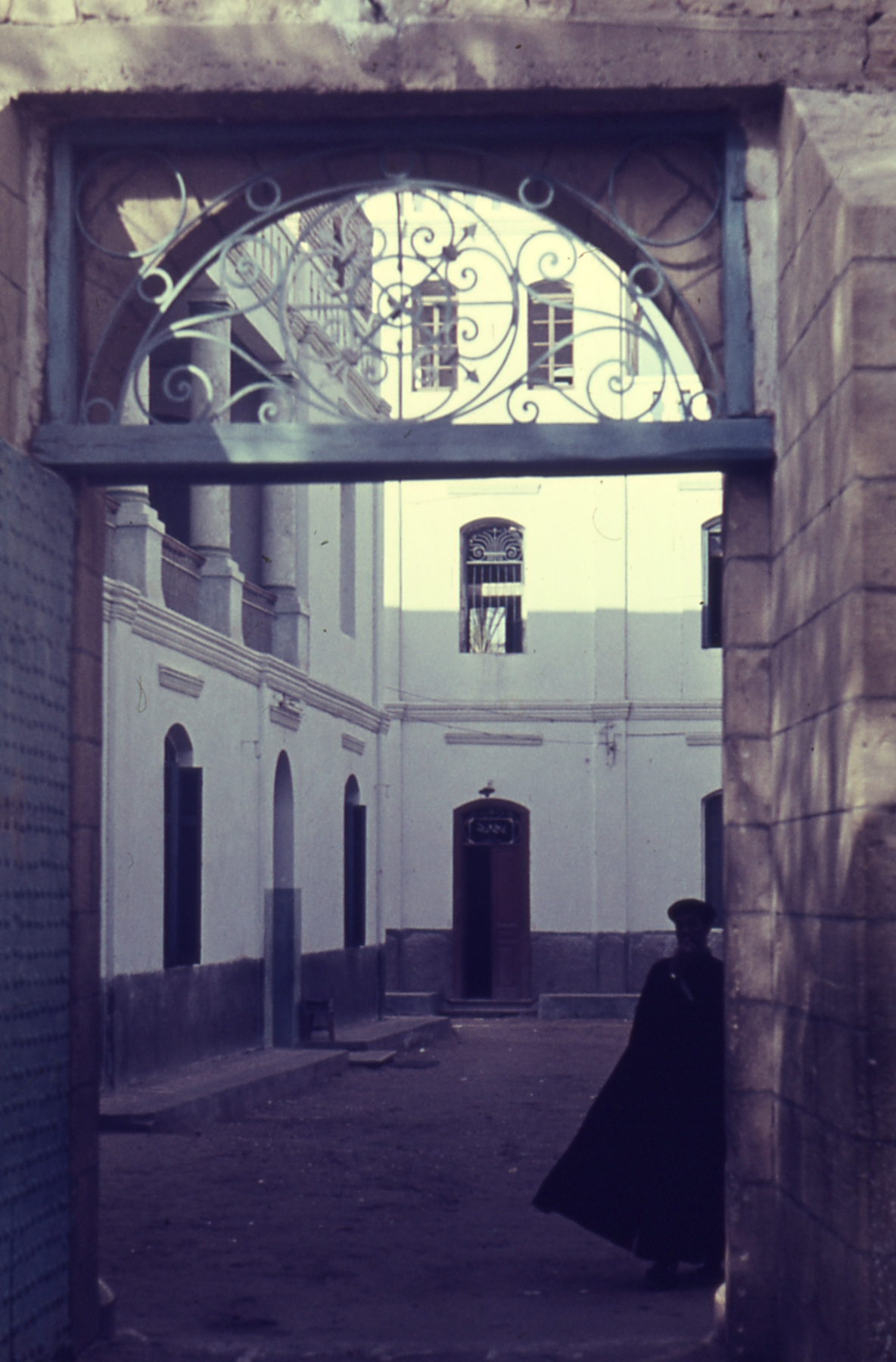
У ворот монастыря

## Церкви монастыря
- Древняя церковь Пресвятой Девы Марии — это древнейшая церковь монастыря, датируемая I веком, в то время как монастырь был возведен в IV веке при епископе Пахомии (292-362 гг.), который выбрал для монастыря место вокруг древней церкви. Каменный алтарь древней церкви находится на том месте, где останавливалось Святое семейство. Церковь сохранилась в том виде, в каком была построена. Патриарх Феофил (385-412 гг.) планировал построить на этом месте грандиозный кафедральный собор, о чём он молился, но Пресвятая Дева явилась ему и сказала, что по воле её Сына церковь должна остаться как есть, свидетельствуя всем поколениям смирение Христа.
- Церковь Архангела Михаила — небольшая церковь на верхнем этаже башни. Основание её принадлежит временам патриарха Гавриила (95-го патриарха александрийского, 1525-1568гг).
- Церковь Святого Георгия — построена в XIX веке на месте старой церкви XVIII века. Имеет две колокольни.
- Новая церковь Пресвятой Девы Марии — построена в 1964 г.

## Иконы монастыря
В монастыре находится огромное количество икон различного размера, некоторые из них из древних церквей.
Древние иконы, нанесенные на жесткое дерево или выделанную кожу, содержат различные сюжеты. Иконография возвещает о жизни церкви в Святом духе и разъясняет, что есть жизнь в вере, как гласит доктрина.

## Великие святые из Эль-Мухаррака
Коптская православная церковь почитает двух великих святых из этого монастыря — святого Авраама, епископа Фаяма и Гизы (1829-1914гг) и его ученика игумена Михаила Эль-Бохаири «Протоирея».

## Библиотека монастыря
Библиотека делится на две секции.
- Первая секция — основная — насчитывает тысячи книг XIX—XX столетий, религиозных и научных на различных языках, таких как коптский, греческий, арабский, английский и арамейский.
- Вторая секция — библиотека манускриптов, содержащая древние коптские и арабские рукописные ценные книги различных тематик. Древнейшие из них относятся к XIII столетию.